# West Liberty (Ohio)
West Liberty és una població dels Estats Units a l'estat d'Ohio. Segons el cens del 2000 tenia 1.813 habitants.

## Demografia
Segons el cens del 2000, West Liberty tenia 1.813 habitants, 660 habitatges, i 432 famílies. La densitat de població era de 630,6 habitants per km².
Dels 660 habitatges en un 31,8% hi vivien nens de menys de 18 anys, en un 54,2% hi vivien parelles casades, en un 8,8% dones solteres, i en un 34,4% no eren unitats familiars. En el 31,4% dels habitatges hi vivien persones soles el 13,2% de les quals corresponia a persones de 65 anys o més que vivien soles. El nombre mitjà de persones vivint en cada habitatge era de 2,36 i el nombre mitjà de persones que vivien en cada família era de 2,98.
Per edats la població es repartia de la següent manera: un 23,2% tenia menys de 18 anys, un 6,4% entre 18 i 24, un 23,5% entre 25 i 44, un 19,3% de 45 a 60 i un 27,6% 65 anys o més.
L'edat mediana era de 43 anys. Per cada 100 dones de 18 o més anys hi havia 70,2 homes.
La renda mediana per habitatge era de 38.819 $ i la renda mediana per família de 51.193 $. Els homes tenien una renda mediana de 35.000 $ mentre que les dones 26.518 $. La renda per capita de la població era de 19.083 $. Aproximadament el 4,9% de les famílies i el 5,3% de la població estaven per davall del llindar de pobresa.

## Poblacions més properes
El següent diagrama mostra les poblacions més properes.